# Norman René
Norman René (* 18. November 1950 in Bristol, Rhode Island; † 24. Mai 1996 in New York City, New York) war ein US-amerikanischer Regisseur in Theater und Film. Darüber hinaus betätigte er sich auch als Filmproduzent.

## Leben und Karriere
Geboren in Bristol im Bundesstaat Rhode Island, studierte Norman René zuerst Psychologie an der Johns Hopkins University in Baltimore und erwarb später im Jahr 1974 einen Abschluss in Regie an der Carnegie Mellon University (CMU) in Pittsburgh, Pennsylvania. Nach einem kurzen aber erfolglosen Versuch als Schauspieler in New York Fuß zu fassen, begann er 1977 als Theaterregisseur Off-Broadway und wurde Mitbegründer der Production Company und diente als dessen künstlerischer Leiter bis ins Jahr 1985.
1979 lernte er den Dramatiker Craig Lucas kennen und arbeitete erstmals 1980 bei einer Stephen-Sondheim-Revue Marry Me a Little mit ihm zusammen. In den nachfolgenden 16 Jahren sollte er dessen Arbeiten mehrfach als Theater- und Filmarbeiten adaptieren. Sein Broadway-Debüt gab er 1986 mit George Furths autobiographischen Bühnenwerk Precious Sons. Ferner führte er Regie bei Timothy Masons Stück Fiery Furnace am Lucille Lortel Theater und bei Karen Trotts One-woman show, Springhill Singing Disaster für das Playwrights Horizons.
1989 verfilmte Norman René das Liebesdrama Freundschaft fürs Leben nach einem Stück von Craig Lucas über zwei Homosexuelle im Zeitalter der Immunschwächekrankheit AIDS in der US-amerikanischen Gesellschaft. Der Film gewann den Audience Award auf dem Sundance Film Festival. 1992 inszenierte er mit Alec Baldwin und Meg Ryan in den Hauptrollen das romantische Drama Zauberhafte Zeiten. 1995 entstand unter seiner Regie das Fantasy-Drama Wer hat Angst vorm Weihnachtsmann? in der Besetzung Mia Farrow und Tony Goldwyn. Es war seine letzte Arbeit für die Leinwand.
Norman René arbeitete während seiner Karriere mit vielen verschiedenen Theatergruppen in der gesamten USA zusammen. Er führte häufig Regie bei kommerziell erfolgreichen Produktionen sowohl am Broadway als auch bei anderen New Yorker Theatern. Neben dem Los Angeles Drama Critics Award gewann René auch zwei Dramalogue Awards und zwei Obie Awards.
Norman René starb am 24. Mai 1996 in New York City im Alter von 45 Jahren an den Folgen einer AIDS-Erkrankung.

## Auszeichnungen
- 1985: Ehrung mit dem Los Angeles Drama Critics Circle Award für die West Coast Premiere des Bühnenstücks Blue Window von Craig Lucas.
- 1990: Ehrung mit einer Nominierung für den Political Film Society Award für Menschenrechte

## Filmografie (Auswahl)

### Regie
- 1987: American Playhouse (Fernsehserie, 1 Episode)
- 1989: Freundschaft fürs Leben (Longtime Companion)
- 1992: Zauberhafte Zeiten (Prelude to a Kiss)
- 1995: Wer hat Angst vorm Weihnachtsmann? (Reckless)

### Produktion
- 1992: Zauberhafte Zeiten (Prelude to a Kiss)